# WASP-11b/HAT-P-10b
WASP-11b/HAT-P-10bとは、2008年に発見された太陽系外惑星である。太陽系からペルセウス座の方角に400光年離れた位置にあり、WASP-11/HAT-P-10と名づけられたK型主系列星を周回している。軌道半径が0.0439AU、質量が木星の半分程度のホット・ジュピターである。公転しているWASP-11/HAT-P-10が連星であり、この惑星はその主星のみを公転しているため、WASP-11Ab/HAT-P-10Abともされる。

## 発見と命名の経緯
最初にこの惑星が報告されたのは2008年4月で、スーパーWASP計画が一斉に公表した10個の惑星（WASP-6bからWASP-15b）にWASP-11bとして含まれていた。この時点では惑星の性質を確認するには至らず、惑星の特定につながる恒星の座標などの情報を伏せたまま観測が続けられた。
2008年9月26日、スーパーWASPとは別のプロジェクトであるHATネットが、系外惑星HAT-P-10bの発見を報告する論文を、プレプリントとしてarXivで公開した。同日、スーパーWASPはWebサイト「太陽系外惑星エンサイクロペディア」で別のプレプリントを発表し、WASP-11bとHAT-P-10bが同一の天体であることが明らかになった。その後両チームは惑星の名前として双方の名称を繋ぎ合わせたものを使用することで合意した。

## 惑星の性質
発見当時のWASP-11b/HAT-P-10bは、トランジットが検出された惑星として、グリーゼ436bとHD 17156 bに続いて三番目に日射量が少ない天体だった。惑星の温度はホットジュピターとしては高くないため、大気に含まれる酸化チタン(II)や酸化バナジウム(II)が少なく、気温の逆転層も存在しないと考えられている。このような惑星は、pL型という分類名で呼ばれる。
別のホットジュピターの分類法としては、惑星の平衡温度とサフルノフ数に基づいたものが提唱されている。サルフノフ数とはある天体が他の天体を重力散乱させる能力の指標で、理由は詳しく分かっていないものの、トランジットが観測された系外惑星では二分化した傾向が見られる。クラスIの惑星は平衡温度の割りに高いサフルノフ数を持ち、低温の主星を公転している場合が多い。クラスIIの惑星はその逆になっている。WASP-11b/HAT-P-10bの場合は、アルベドを0と仮定した場合の平衡温度は1030Kで、サフルノフ数は0.0471±0.003と算出された。これに上記の分類法を適用すると、クラスIとクラスIIの境界付近に相当する。